# 罗萨斯
罗塞斯（[ˈrosas]），是西班牙加泰罗尼亚赫罗纳省的一个市镇。总面积46平方公里，总人口12726人（2001年），人口密度277人/平方公里。